# Caritatis Studium
Caritatis Studium è un'enciclica di papa Leone XIII, datata 25 luglio 1898, scritta all'Episcopato della Chiesa cattolica di Scozia circa il magistero della Chiesa.